# Klaus G. Saur

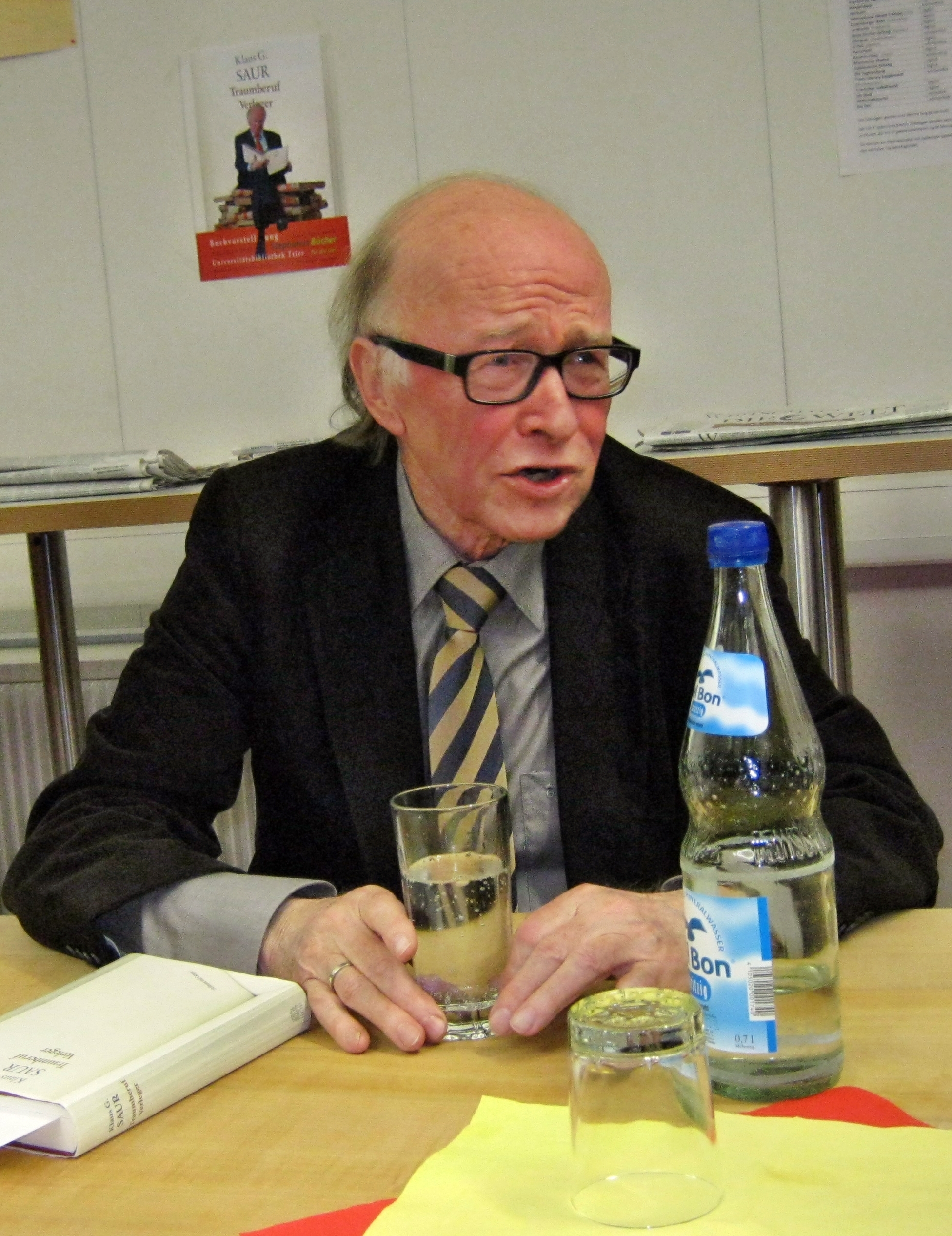
Klaus G. Saur (2011)

Klaus Gerhard Saur (* 27. Juli 1941 in Pullach bei München) ist ein deutscher Verleger.

## Leben
Klaus Gerhard Saur wurde am 27. Juli 1941 als erster Sohn von Karl-Otto Saur geboren. Sein Vater war Amtsleiter im Reichsministerium für Bewaffnung und Munition. Adolf Hitler legte Ende April 1945 in seinem Testament Karl-Otto Saur als neuen Rüstungsminister und Nachfolger von Albert Speer fest. Nach dem Zweiten Weltkrieg gründete Karl-Otto Saur einen kleinen Verlag für Fachliteratur, den Klaus Gerhard Saur nach seinem Abgang von der Handelsschule 1966 übernahm.
Saur wurde 1966 Geschäftsführer bei dem Verlag Dokumentation. Im Jahre 1978 entwickelte sich aus Dokumentation der K. G. Saur Verlag, der nach Klaus Saur benannt ist und Tochterunternehmen in New York, London und Paris besaß. 1987 verkaufte Saur den Verlag an Reed-Elsevier, blieb aber bis 2003 Geschäftsführer. 2005 wurde er geschäftsführender Gesellschafter und Vorsitzender der Geschäftsführung beim Verlag Walter de Gruyter, seit 2006 war er dort alleiniger Geschäftsführer. Zum 30. September 2008 hat Saur De Gruyter verlassen, um den Ruhestand anzutreten. Unter Saurs Geschäftsführung konnte De Gruyter die Verlage K. G. Saur und Max Niemeyer durch Zukauf erwerben, wodurch De Gruyter zu einem der größten geisteswissenschaftlichen Verlage wurde. Nachfolger Saurs als Geschäftsführer war Sven Fund, der zuvor unter anderem Vorstand bei Springer Science+Business Media war.
Saur hat eine Vielzahl an Ämtern inne: So ist er unter anderem Mitglied des Präsidiums des Goethe-Instituts, Ehrenmitglied des Vereins Deutscher Bibliothekare, Vorsitzender der Freunde der Staatsbibliothek zu Berlin und Mitglied im Vorstand der Vereinigung Gegen Vergessen – Für Demokratie. Ferner war er Vorstandsmitglied im Börsenverein des Deutschen Buchhandels und Vorsitzender des Beirates der Deutschen Bibliothek.

## Auszeichnungen
Saur ist Ehrendoktor der Universitäten von Marburg, Pisa, Boston und Ishewsk. Außerdem ist er Honorarprofessor an der Humboldt-Universität zu Berlin und an der Universität zu Glasgow und seit 2008 Ehrenprofessor der russischen Akademie der Wissenschaften in Sankt Petersburg. Er ist Ehrenbürger der Technischen Universität Graz sowie Ehrensenator der Universität Leipzig, der Ludwig-Maximilians-Universität München und der Friedrich-Alexander-Universität Erlangen-Nürnberg.
- 1988: Medaille „München leuchtet“
- 1994: Verdienstkreuz am Bande der Bundesrepublik Deutschland
- 1998: Offizier des französischen Staatsordens der Wissenschaften und Künste
- 1998: Helmut-Sontag-Preis[3]
- 2002: Bayerischer Verdienstorden
- 2002: Sächsischer Verdienstorden
- 2003: Max-Herrmann-Preis
- 2003: Österreichisches Ehrenkreuz für Wissenschaft und Kunst I. Klasse
- 2004: Ehrenmitglied der Bayerischen Akademie der Schönen Künste
- 2008: Kavalierskreuz des Verdienstordens der Republik Polen
- 2009: Ehrenmitglied der International Federation of Library Associotions IFLA
- 2018: Verdienstkreuz 1. Klasse der Bundesrepublik Deutschland
- Ehrensenator der Ludwig-Maximilians-Universität München
- Ehrensenator der Friedrich-Alexander-Universität Erlangen-Nürnberg

## Schriften
- Traumberuf Verleger. Hoffmann und Campe, Hamburg 2011, ISBN 978-3-455-50165-0.
- (Hrsg.): Verlage im „Dritten Reich“. Vittorio Klostermann, Frankfurt am Main 2013, ISBN 978-3-465-04175-7.